# Sandbeiendorf
Sandbeiendorf este o comună în Saxonia-Anhalt, Germania